# Jōsō
Jōsō è una città giapponese della prefettura di Ibaraki.
La città è stata istituita il 10 luglio 1954 con il nome di Mitsukaido.
Il 1º luglio 2006 si è fusa con la cittadina di Ishige, del Distretto di Yūki, assumendo il nuovo nome di Jōsō.